# Deniola Kuraja
Deniola Kuraja ist eine albanische Dirigentin, Pianistin und Generalmusikdirektorin am Nationalen Opern- und Balletttheater von Albanien (Teatri Kombëtar i Operas dhe Baletit - TKOB) in Tirana.

## Leben
Kuraja studierte von 1983 bis 1991 an der Musikschule Jan Kukuzeli in Durrës sowie von 1994 bis 1999 bei Anita Tartari an der Universität der Künste in Tirana Klavier. Sie studierte ferner bei Francesco Monopoli am Conservatorio di Música N. Piccinni in Bari (Italien) und ist Meisterschülerin von Till Engel, Gerard Fremy, Anna Maria Stainczyk, Michele Campanella, Manon-Liu Winter. Ab 2009 durchlief Kuraja ein Dirigierstudium an der Hochschule für Musik, Theater und Medien in Hannover bei Eiji Ōue und Martin Brauß. Zudem ist sie Meisterschülerin von Michael Dittrich.
Ihre Laufbahn begann sie als Klavierbegleiterin für die Geigen- und Flötenklassen der Universität der Künste in Tirana. Weiter war Kuraja Korrepetitorin am National Theatre of Opera and Ballet (Nationaltheater für Oper und Ballett) in Tirana, am Macedonian Opera and Ballet in Skopje (Nordmazedonien), an der Staatsoper Hannover sowie Korrepetitorin der Opern- und Dirigierklassen an der Hochschule für Musik, Theater und Medien Hannover.
Als Pianistin trat sie schon früh mit virtuosen Werken konzertant in Erscheinung, z. B. mit dem Andante spianato et Grande Polonaise brillante in E-flat major Op. 22 von Frédéric Chopin, begleitet von dem Orchester des National Theatre of Opera and Ballet in Tirana und dem Symphony Orchestra of Albanian Radio Television. Zu ihrem aktiven Repertoire gehören u. a. Werke wie Sergej Rachmaninoffs Klavierkonzert No. 3 in D Moll (Op. 30) sowie die Variations on „La ci darem la mano“ op. 2 von Frédéric Chopin. Kuraja tritt auch als Liedbegleiterin und kammermusikalisch in Erscheinung, hier u. a. mit dem albanischen Pianisten Endri Nini.
Kuraja ist Künstlerische Direktorin des National Theatre of Opera and Ballet. Ihr Wirken als Dirigentin in Deutschland umfasst u. a. Orchesterdirigate mit dem Stadttheater Hildesheim und vielzählige Operndirigate am Staatstheater Kassel.

## Auszeichnungen und Preise
- 1994: 1. Preis beim Klavierwettbewerb Der junge Pianist in Tirana (am National Theatre of Opera and Ballet)
- 1997: Preisträgerin des Cesk Zadeja- und Toni Harapi-Wettbewerbs in Tirana
- 2006: Studienstipendium des Istituto Italiano di Cultura für das Conservatorio di Musica N. Piccinni in Bari